# Thalassoma hardwicke
Thalassoma hardwicke är en fiskart som först beskrevs av Bennett, 1830.  Thalassoma hardwicke ingår i släktet Thalassoma och familjen läppfiskar. IUCN kategoriserar arten globalt som livskraftig. Inga underarter finns listade i Catalogue of Life.